# Sanjay Gupta (médecin)
Pour les articles homonymes, voir Sanjay Gupta.
Sanjay Gupta, né le 23 octobre 1969 à Novi, Michigan, aux États-Unis, est un neurochirurgien, un animateur de télévision et un professeur américain d'ascendance indienne. Il est connu grâce à son titre de spécialiste médical de CNN.

## Biographie

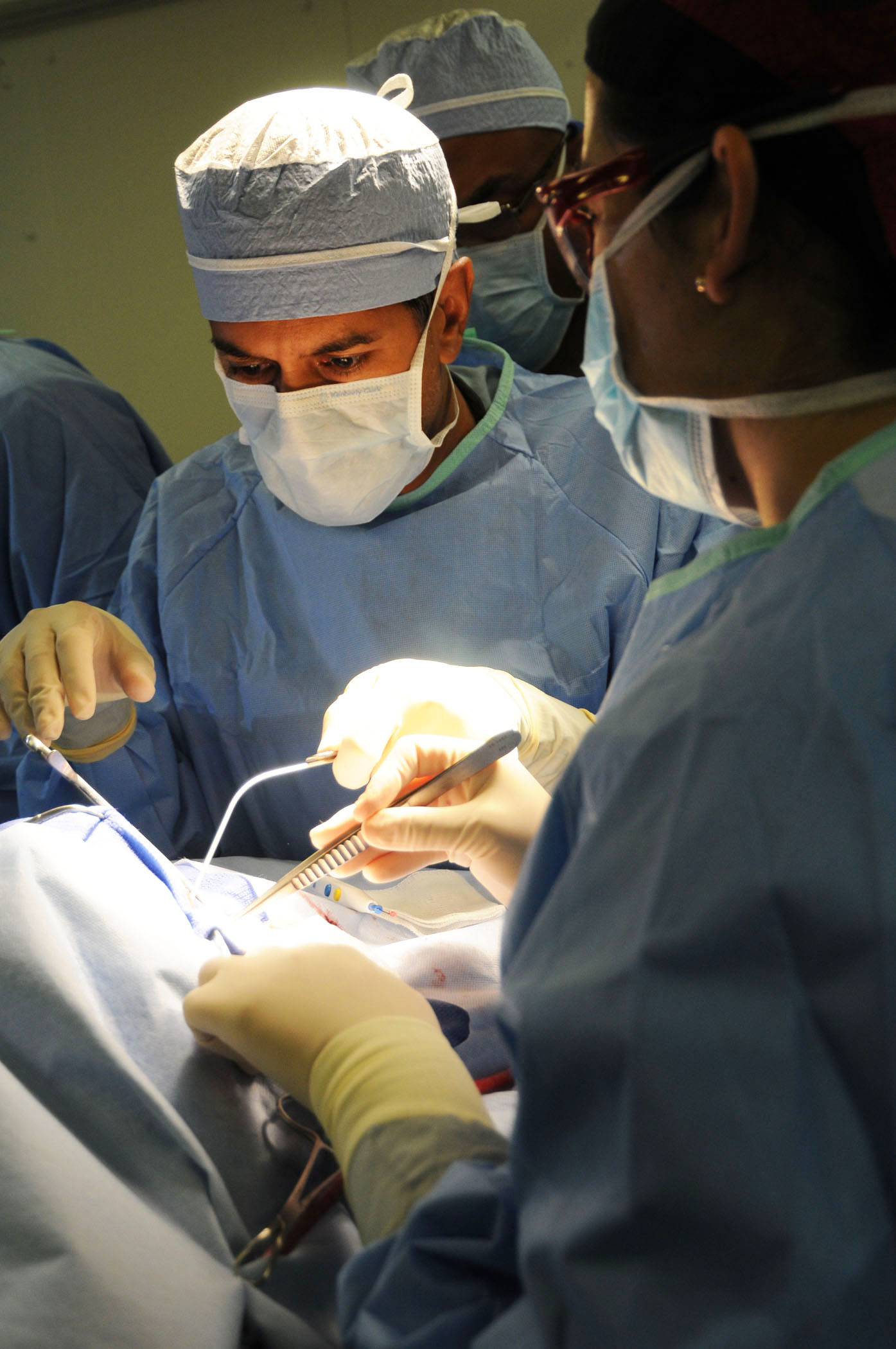
Sanjay Gupta au cours d'une opération à Port-au-Prince après le séisme de 2010 à Haïti

Dans les années 1960, les parents de Sanjay Gupta, Subhash and Damyanti Gupta, quittent l'Inde pour Novi, où ils travaillent pour Ford,. Sanjay Gupta et son jeune frère Suneel étudient à la Novi High School, puis Sanjay Gupta poursuit à  l'université du Michigan en sciences biomédicales puis en médecine. Il complète sa formation comme interne à l'University of Michigan Health System, en 2000, puis est boursier à la Semmes Murphy Clinic, à Memphis, dans le Tennessee.
Il devient ensuite professeur assistant de neurochirurgie à l'université Emory et chef associé du service neurochirurgical de l'hôpital mémorial Grady d'Atlanta. Il publie dans des revues spécialisées,,,.
De 1997 à 1998, il est l'un des quinze White House Fellows, agissant d'abord en tant que conseiller spécial de Hillary Clinton. En 2003, il se rend en Irak pour développer les aspects médicaux de l'opération liberté irakienne. Il dut alors opérer d'urgence des soldats américains et des civils irakiens. 
Il est depuis 2005 un correspondant récurrent de l'émission Anderson Cooper 360°. Il écrit aussi une chronique médicale dans le Time. Sur NBC, il est associé à son confrère Robert Bazell (en).  
En 2009, il est dans l'équipe de Barack Obama. Il est mis à contribution pour examiner le sénateur Edward Moore Kennedy lorsque ce dernier fait un malaise lors du déjeuner d'investiture. Il est envisagé un moment par Barack Obama de nommer Sanjay Gupta Surgeon General of the United States (spécialiste de la santé dans le cabinet présidentiel, et porte-parole de la présidence sur les problèmes de santé), mais cette nomination ne se concrétise pas,. En janvier 2011, il est désigné comme «l'une des 10 célébrités du business et des media les plus influentes » par le magazine américain Forbes.
Dans un éditorial de 2013, Gupta annonce que lors de la réalisation d'un documentaire sur le cannabis, il avait changé d'avis sur les risques et les avantages de la plante, notamment après avoir rencontré Charlotte Figi. Sanjay Gupta avait précédemment critiqué les lois qui autorisaient l'accès des patients au cannabis médical, mais a fait part de son changement d'opinion en déclarant : "Je suis ici pour m'excuser" et "Nous avons été terriblement et systématiquement induits en erreur pendant près de 70 ans aux États-Unis, et je voulais m'excuser pour mon propre rôle dans cela." La troisième partie de son documentaire de 3 heures," Weed 3: The Marijuana Revolution ", a été publiée en avril 2015.

## Principales publications
- Chasing Life: New Discoveries in the Search for Immortality to Help You Age Less Today (Warner Wellness, 2007,  (ISBN 9780446526500))
- Cheating Death: The Doctors and Medical Miracles that Are Saving Lives Against All Odds (Wellness Central, 2009,  (ISBN 9780446508872))
- Monday Mornings: A Novel (Grand Central Publishing, March 2012,  (ISBN 978-0446583855).

## Principale publication en français
- Plus fort que la mort. Les prodigieux espoirs de la médecine d'aujourd'hui, Les Arènes, 294 pages[10].